# کتابخانه لاوینجر
کتابخانه لاوینجر (به انگلیسی: Lauinger Library) نام کتابخانه مرکزی دانشگاه جرج‌تاون است.
سیستم کتابخانه این مؤسسه تاریخی با بیش از ۳٬۰۴۱٬۶۲۴ عنوان کتاب در زمره بزرگ‌ترین مراکز کتابخانه‌ای کشور آمریکا محسوب می‌شود.